# 人面石景点
人面石景点（英語：Face Rock State Scenic Viewpoint）位于美国西海岸俄勒冈州班登（Bandon)海滩。大约几公里长的海滩上一眼可见的近百座礁石，各有其形态与名称，如有名的“巫师帽”、“猫与小猫”、“桌子”、“五英尺”等，还有一座像极了中国古代名将关羽，或可依其朝向太平洋西岸而命名为“望故乡”（德沃夏克第九交响曲“自新大陆”之第三乐章别名）。人面石属于其中较大的一座，看上去酷似一位躺在海上仅露出脸面的中年白人男子，尽管离岸较远，但因处于礁石群的中央而特别醒目，这也是该景点以其命名的原因。
维基百科“空想性错视”所举的例子之一即有此人面石。Face Rock亦可仿“脸书”译为“脸石”。（部分礁石名称译自Google地图）
以下译自英文维基百科条目Face Rock State Scenic Viewpoint：
人面石景点是美国俄勒冈州班顿的一个州立公园，由俄勒冈州公园和娱乐部门管理。公园附近的岩石和潮滩是俄勒冈群岛国家野生动物保护区的一部分。300多种鸟类经常出现在该地区。
随着时间的推移，该州获得了15英亩（6公顷）的公园土地，最初称为班登海洋路旁。最初的土地是1934年赠送的；1961年，政府购买了更多的土地。
便利设施包括野餐桌、洗手间、观景台、通往海滩的楼梯和小径。Face Rock稍北是Coquille Point，在俄勒冈群岛国家野生动物保护区的唯一大陆部分有自己的停车场、长凳和徒步旅行小径。
（该条目参见与注释略）